# Pinus dalatensis
Pinus dalatensis е вид растение от семейство Борови (Pinaceae). Видът е почти застрашен от изчезване.

## Разпространение
Разпространен е в Лаос и Виетнам.